# Camblanes-et-Meynac

Camblanes-et-Meynac este o comună în departamentul Gironde din sud-vestul Franței. În 2009 avea o populație de 2.620 de locuitori.

## Evoluția populației
| An        | 1975  | 1982  | 1990  | 1999  | 2006  | 2009  |
| --------- | ----- | ----- | ----- | ----- | ----- | ----- |
| Populație | 1.742 | 2.030 | 1.932 | 2.089 | 2.479 | 2.620 |